# Врадиевка
Вра́диевка (укр. Врадіївка) — посёлок в Первомайском районе Николаевской области Украины, административный центр Врадиевской поселковой общины.

## Географическое положение
Расположена 183 км к северо-западу от областного центра. Железнодорожная станция на линии Подгородная-Борщи Одесской железной дороги.

## История
Основано в 1772 году. Название происходит от имени отставного вахмистра Врадия, который содействовал заселению территории.
В 1880 году Врадиевка являлась селом Ананьевского уезда Херсонской губернии, здесь насчитывалось 2696 жителей.
По состоянию на начало 1893 года здесь насчитывалось 7798 жителей, действовали православная церковь, двухклассное училище министерства народного просвещения, церковно-приходская школа и больница, раз в две недели проходили базары.
В 1924 году у железнодорожной станции был построен Врадиевский элеватор.
В 1932 году началось издание местной газеты.
Во время Великой Отечественной войны в 1941-1943 гг. селение находилось под немецкой оккупацией.
До 1964 года пгт назывался Большая Врадиевка.
В 1977 году здесь был открыт районный народный исторический музей.
В 1995 году Кабинет министров Украины утвердил решение о приватизации бывшей райсельхозтехники (после провозглашения независимости Украины преобразованной в два самостоятельных ремонтных предприятия).
В 1997 году находившееся в посёлке ПТУ № 37 было ликвидировано.
В июле 2013 года в посёлке произошли массовые волнения, вызванные участием сотрудников райотдела милиции в жестоком изнасиловании местной жительницы Ирины Крашковой, в ходе которых была предпринята попытка взять штурмом здание РОВД.

## Население
| Год       | 1806 | 1820  | 1859  | 1893  | 1989   | 2011  | 2013  | 2020   |
| --------- | ---- | ----- | ----- | ----- | ------ | ----- | ----- | ------ |
| Население | 446  | 1 428 | 3 016 | 7 798 | 10 501 | 8 669 | 8 450 | 10 000 |

### Языковой состав
Родной язык населения по данным переписи 2001 года:
| Язык       | Численность, чел. | Доля     |
| ---------- | ----------------- | -------- |
| Украинский | 9 782             | 97,47 %  |
| Русский    | 190               | 1,89 %   |
| Другие     | 64                | 0,64 %   |
| Итого      | 10 036            | 100,00 % |

## Достопримечательности
- На Аллее Славы во Врадиевке установлены мемориальные доски землякам — Героям Советского Союза.[13]

## Известные жители и уроженцы
- Берлиян, Андрей Апанасович (1925—1981) — Герой Социалистического Труда
- Рожко, Алексей Прокофьевич — Герой Социалистического Труда
- Митрофан Ярошенко (1858—1926) — театральный деятель.